# 원시운동장
원시운동장(元時運動場, Wonsi Stadium)은 대한민국 경기도 안산시에 있었던 스포츠 시설이다. 인조잔디 필드가 갖춰진 축구 경기장이며, 1981년에 준공되어 2019년 8월에 철거되었다. 원시운동장이 있었던 부지에는 경기도시공사가 182억 원을 투입하여 행복주택을 건설할 예정이다.

## 참고 문헌
- “원시운동장”. 안산도시공사.
- 〈원시운동장〉. 《한국향토문화전자대전》. 한국학중앙연구원.[깨진 링크(과거 내용 찾기)]
- 《2019년 전국 공공체육시설 현황 (2018년말 기준)》. 대한민국 문화체육관광부. 2020.